# Касем Сулеймані
Касем Сулеймані́ (в іншій транскрипції: Солеймані́; перс. قاسم سلیمانی, 11 березня 1957, селище Канат-е Малек, округ Рабор, провінція Керман, Іран — 3 січня 2020, Багдад, Ірак) — іранський генерал-майор у Корпусі вартових Ісламської революції, з 1998 до смерті командував силами «Аль-Кудс» — підрозділом, відповідальним за екстериторіальні військові та підпільні операції. Можливий засновник коаліції Росія–Сирія–Іран–Ірак.
Сулеймані почав військову кар'єру на початку Ірано-Іракської війни 1980-х, коли він командував 41-ю дивізією. Пізніше його було залучено до закордонних операцій з військової допомоги антисаддамським шиїтським та курдським угрупованням в Іраку, а пізніше Хезбуллі в Лівані та Хамасу на палестинських територіях. 2012 року Сулеймані допоміг утриманню при владі сирійського уряду під час громадянської війни в Сирії, особливо в операціях проти ІДІЛ. Сулеймані допомагав командувати об'єднаними іракським урядом та шиїтськими ополченцями, що воювали проти Ісламської держави (ІДІЛ) у 2014—2015 роках.
Сулеймані загинув від цільового авіаудару США в ніч на 3 січня 2020 року поблизу аеропорту в Багдаді, Ірак. Також загинули члени Народних мобілізаційних сил. Звання генерал-лейтенанта було надано посмертно через мученицьку смерть.

## Ранні роки
Сулеймані народився 11 березня 1957 року в селі Канат-е-Малек, провінція Керман в збіднілій селянській родині. В юності переїхав до міста Керман і працював будівельником, щоб допомогти погасити борг батька. 1975 почав працювати підрядником Керманської водної організації. Окрім роботи, займався в тренажерних залах і відвідуючи проповіді мандрівного проповідника Ходжата Камяба, ставленика аятолли Хомейні.

## Військова кар'єра
Сулеймані приєднався до Революційної гвардії (КВІР) 1979 року після іранської революції, внаслідок якої владу Шаха було повалено і Аятола Хомейні очолив країну. На початку кар'єри гвардійця він служив на північному заході Ірану й брав участь у придушенні повстань курдських сепаратистів у провінції Західний Азербайджан .
22 вересня 1980 року, коли Саддам Хуссейн почав вторгнення в Іран, з чого почалась Ірано-Іракська війна (1980—1988), Сулеймані керував військовою ротою, яких він сам зібрав і тренував. Він швидко завоював репутацію хороброго бійця і отримав нові звання завдяки участі в успішних операціях з завоювання земель, які окупував Ірак. Врешті він став командувачем 41-ї дивізії Саралла, не досягши ще 30-літнього віку. В основному він воював на південному фронті. Він отримав серйозні поранення в операції «Тарік-ол-Кудс» . В інтерв'ю 1990 року він згадав операцію «Фат-ол-Мобін» як найкращу операцію, в якій він брав участь. Він також керував місіями під час війни в самому Іраку, в операціях штабу Рамадан . Саме в цей момент Сулеймані встановив стосунки з курдськими іракськими лідерами та організацією Шиїт- Бадр, що виступали проти іракського Саддама Хуссейна.
17 липня 1985 Сулеймані виступив проти плану керівництва IRGC розмістити сили на двох островах у західному Арвандро (Шатт-аль-Араб).
Після війни, протягом 1990-х, був командиром ІРГК в провінції Керман. З цього регіону, близького до Афганістану, вирощений афганцями опіум, везуть до Туреччини та Європи. Військовий досвід Сулеймані допоміг отримати йому репутацію успішного борця з незаконним обігом наркотиків.
Під час студентського заколоту в Тегерані 1999 року Сулеймані був одним з офіцерів КВІР, який підписав листа президенту Мохаммаду Хатамі . У листі зазначалось, що якби Хатамі не придушив студентський заколот, військові зробили б це й, можливо, також почали б переворот проти Хатамі.

### Командування силами аль-Кудс
Точна дата його призначення на посаду командира Сил Кудс невідома, але Алі Альфоне вказує на період з 10 вересня 1997 до 21 березня 1998 року. Касема вважали одним із можливих спадкоємців на посаді командира ІРГК, коли генерал Яхья Рахім Сафаві залишив цю посаду 2007 року. 2008 він очолив групу іранських слідчих, які розслідували загибель Імада Мугнія. Сулеймані допоміг домовитись про припинення вогню між армією Іраку та армією Магді в березні 2008 року.

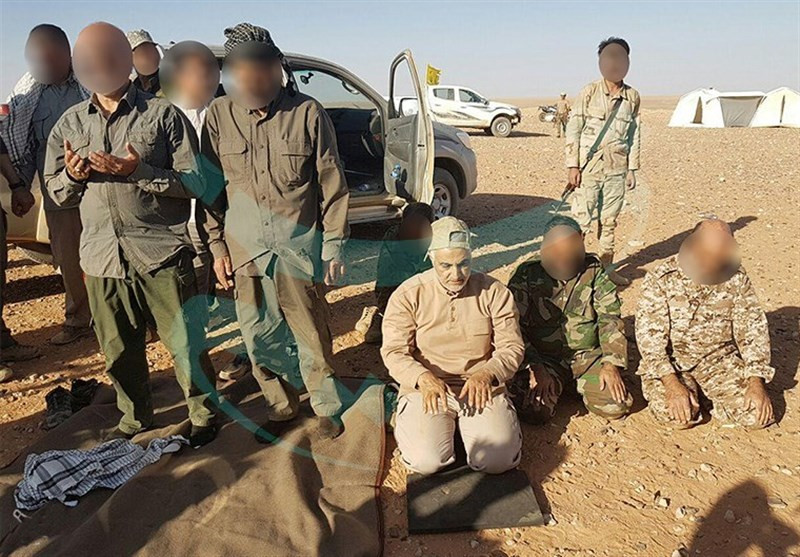
Сулеймані молиться в сирійській пустелі під час місцевого провладного наступу, червень 2017

Після нападів 11 вересня 2001 р. Райан Крокер, вищий чиновник Державного департаменту в США, вилетів до Женеви, щоб зустрітися з іранськими дипломатами, які перебували під керівництвом Сулеймані з метою співпраці для знищення талібів, що воювали проти шиїтів в Афганістані. Ця співпраця допомогла визначити цілі бомбардувальних операцій в Афганістані та захопити основних оперативних діячів «Аль-Каїди», але різко припинилась в січні 2002 року, коли президент Джордж Буш назвав Іран частиною Осі зла.
2009 у звіті було зазначено, що генерал Сулеймані зустрічав Крістофера Р. Гілла та генерала Раймонда Т. Одієрно (двох найвищих посадовців США в Багдаді на той час) в кабінеті президента Іраку Джалала Талабані (який знав генерала Сулеймані десятиліттями). Гілл і генерал Одієрно заперечували цю зустріч.

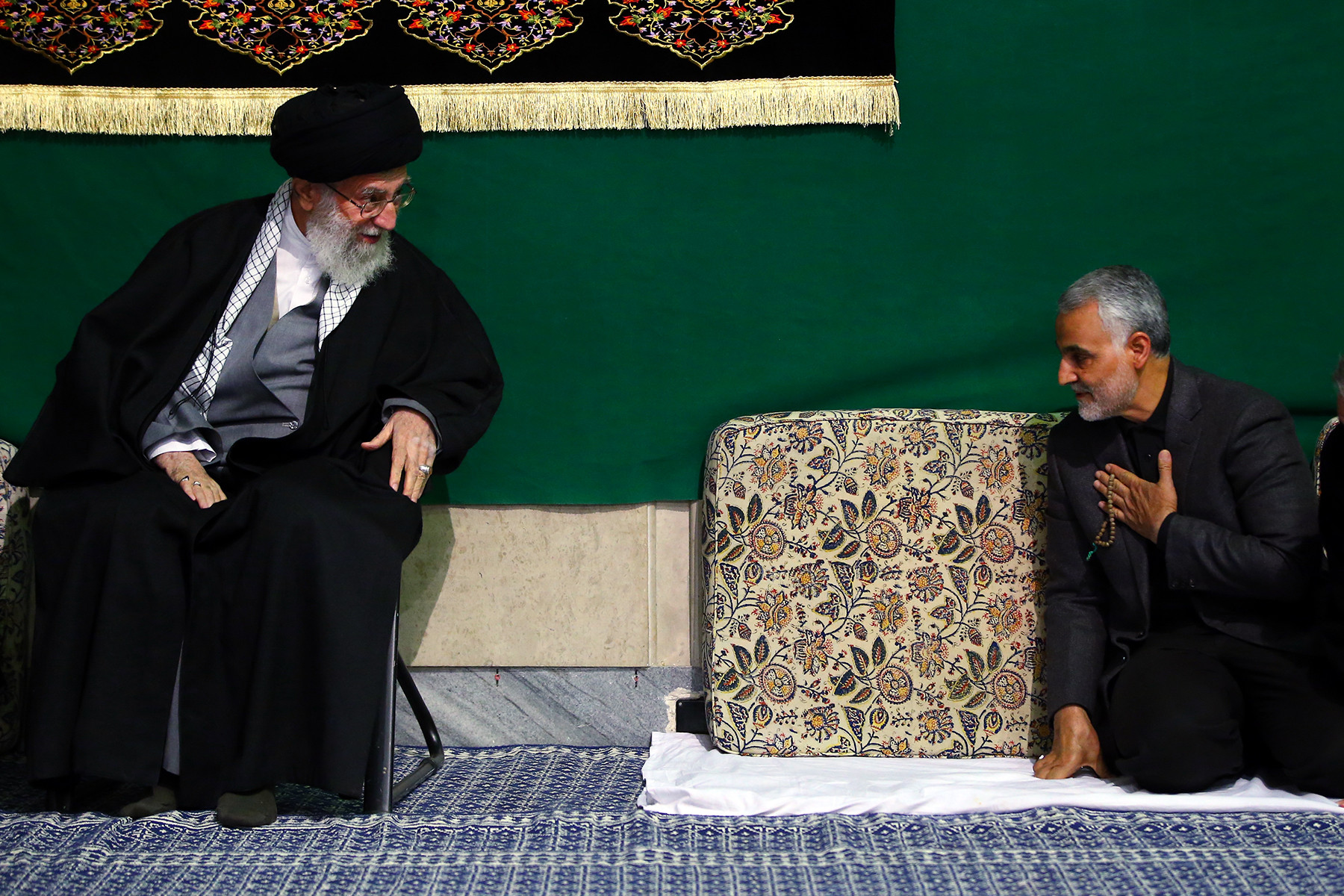
Аятола Алі Хоменеї та Касем Солеймані, березень 2015

24 січня 2011 року Верховний лідер Алі Хаменеї підвищив Сулеймані до генерал-майора. Хаменеї описували як людину, що мав тісні стосунки з Касемом, називав його «живим мучеником» і допомагав йому фінансово.
Сулеймані описували як «найпотужнішого оперативного діяча на Близькому Сході», головного військового стратега та тактика Ірану по боротьбі із впливом Заходу та сприянню розширенню шиїтського та іранського впливів на Близькому Сході.
Згідно з деякими джерелами, Сулеймані був головним лідером військового крила ліванської шиїтської партії «Гезболла» з 1998 року. В інтерв'ю, опублікованому в жовтні 2019 року, він сказав, що перебував у Лівані під час Ліванської війни 2006 року для нагляду за конфліктом.

Карта Аль-Кусейра та його околиць. Наступ Аль-Кусайра, який можливо спланував Сулеймані

За даними декількох джерел, серед яких Ріад Гіджаб, колишній прем'єр-міністр Сирії, він також був одним із стійких прихильників сирійського уряду Башара Асада в Сирійській громадянській війні. 2012 року Сулеймані взяв на себе контроль над втручанням Ірану в громадянську війну в Сирії, коли іранці були стурбовані відсутністю спроможності уряду Асада боротися з опозицією. Повідомлялося, що він координував війну з бази в Дамаску, на яку, крім сирійських та іранських офіцерів, були мобілізовані командир ліванської «Гезболли» та іракський шиїтський координатор поліції. Бригадний генерал Госсейн Гамадані, колишній керівник Басіджу, допомагає тоді створити нерегулярні збройні формування, завдяки яким Сулеймані сподівався продовжити боротьбу, якщо Асад зазнає поразки. При Сулеймані командування «координувало атаки, навчало ополчення і створило систему для моніторингу повстанських комунікацій». За даними розмови з представника служб безпеки на Близькому Сході Декстера Філкінса, тисячі бійців Кодс та іракських шиїтів у Сирії «розповсюджені по всій країні».

### Війна з ІДІЛ в Іраку
У 2015 році Солеймані почав збирати підтримку з різних джерел для боротьби з нещодавно відродженими ІДІЛ та повстанськими угрупованнями, які успішно відібрали великі ділянки території від сил Асада. Він, як повідомляється, був головним архітектором спільної інтервенції за участю Росії як нового партнера з Асадом та «Гезболли».

Схід від провінції Саладіна в Іраку, де Касем Сулеймані брав участь у прориві облоги Амірлі ІДІЛ

### Війна в Сирії
Кілька разів зустрічався з Володимиром Путіним у Москві. Загалом відомі 4 візити Касема Сулеймані до Москви: в кінці липня, початку серпня та в грудні 2015 року, а також в середині квітня 2016 року.
Деякі ЗМІ запевняють, що саме генерал Сулеймані при особистій зустрічі з Путіним переконав російське військово-політичне керівництво розпочати повномасштабну військову операцію в Сирії, і постачання російської зброї через авіабазу Гамадан напередодні вторгнення чітко вказує на реалізацію цих домовленостей.

За даними «Times of Israel» саме Касем Сулеймані був організатором і керівником пошуково-рятувальної операції по евакуації російського пілота Су-24, збитого Туреччиною 24 листопада 2015 року на кордоні з Сирією.

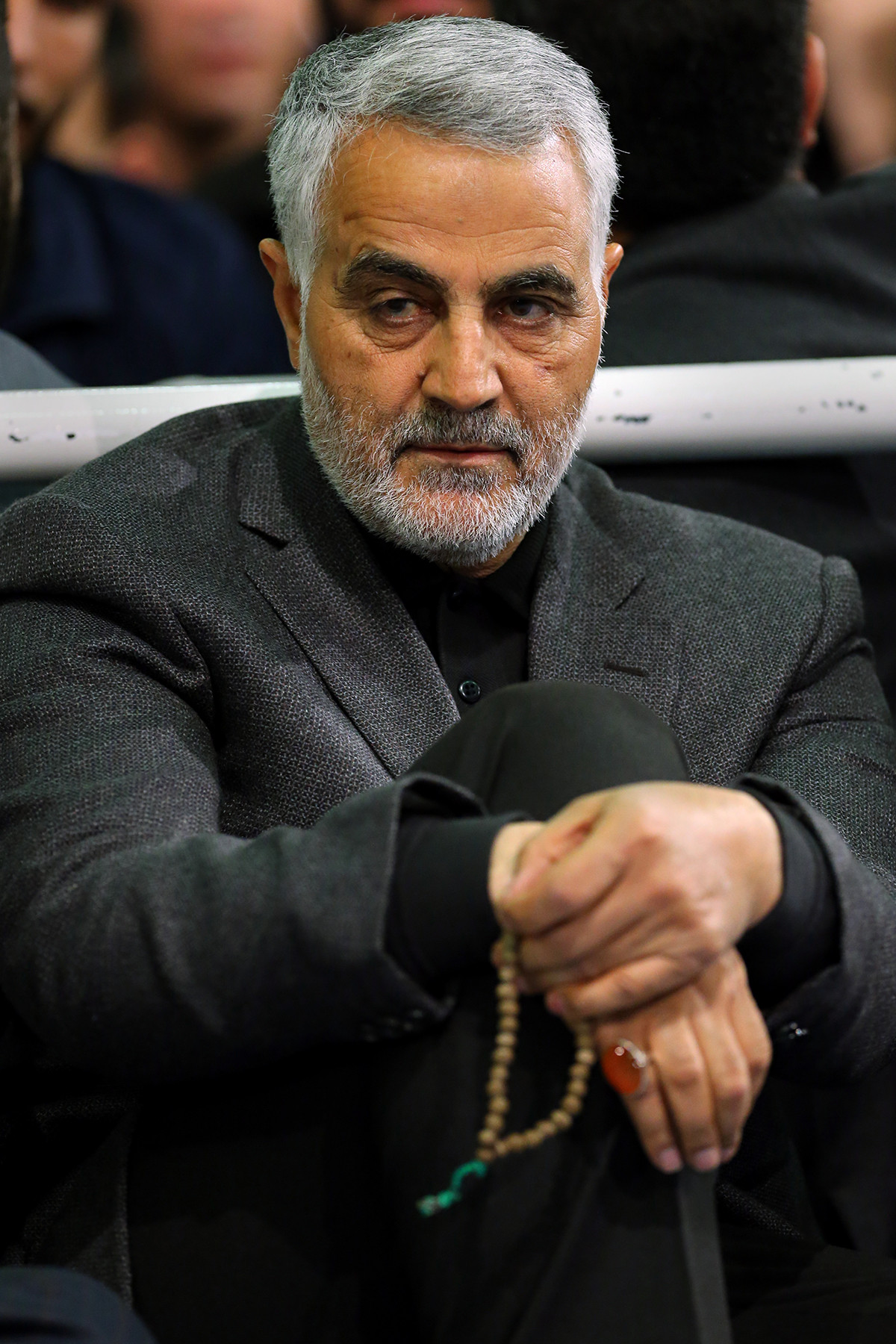
Сулеймані в цивільному вбранні під час публічної церемонії 2015 року

## Особисте життя
Сулеймані був персом з Кермана. Його батько був фермером, і помер 2017 року. Його мати Фатеме померла 2013. Він мав п'ять сестер та одного брата Сохраба, який жив і працював із Сулеймані в юності. Сохраб Сулеймані — староста і колишній генеральний директор Тегеранської організації, що займалась тюрмами. США ввели санкції проти Сохраба Сулеймані в квітні 2017 року «за його роль у зловживаннях в іранських тюрмах».
Сулеймані мав Дан в карате і в юності був тренером з фітнесу. У нього було четверо дітей: два сини та дві дочки.

## Санкції
У березні 2007 року згідно Резолюції 1747 Ради Безпеки ООН Сулеймані включили до санкційного списку іранців. 18 травня 2011 р. проти нього та сирійського президента Башара Асада було введено санкції США.
13 листопада 2018 року США наклали санкції проти іракського воєначальника на ім'я Шибл Мугсін Убайд аль-Зайді та інших, які нібито діяли від імені Касема Сулеймані, фінансуючи військові дії в Сирії або надаючи іншу підтримку тероризму в регіоні.

## Смерть

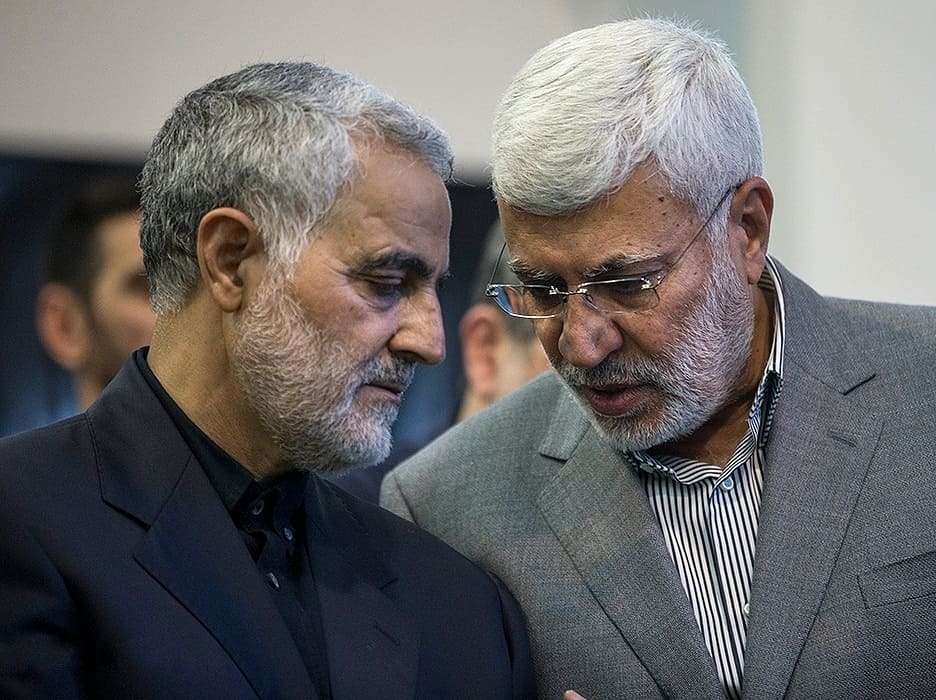
Касем (ліворуч) з Абу Магді аль-Мугандіс на церемонії вшанування пам'яті батька Сулеймані в Мосаллі, Тегеран

Сулеймані був убитий 3 січня 2020 року ракетним ударом з американського безпілотника MQ-9 Reaper, який вразив 2 автівки у колоні поблизу міжнародного аеропорту Багдада, коли Сулеймані щойно покинув свій літак, який прибув до Іраку з Лівану чи Сирії. Також загинули четверо інших учасників мобілізаційних сил, серед яких Абу Магді аль-Мугандіс, іраксько-іранський військовий командир, який очолював ПМФ. Тіло Сулеймані було ідентифіковане за допомогою кільця, яке він носив на пальці. Всього в результаті обстрілу загинули 8 людей. Незабаром США заявили про те, що атаку по околицях летовища Багдаду було проведено за вказівкою президента Трампа.
Після авіаудару почалися напади на американське посольство в Багдаді прихильниками іракської шиїтської міліції, підтримуваної Іраном, та атаки авіабази К-1 2019.

### Поховання

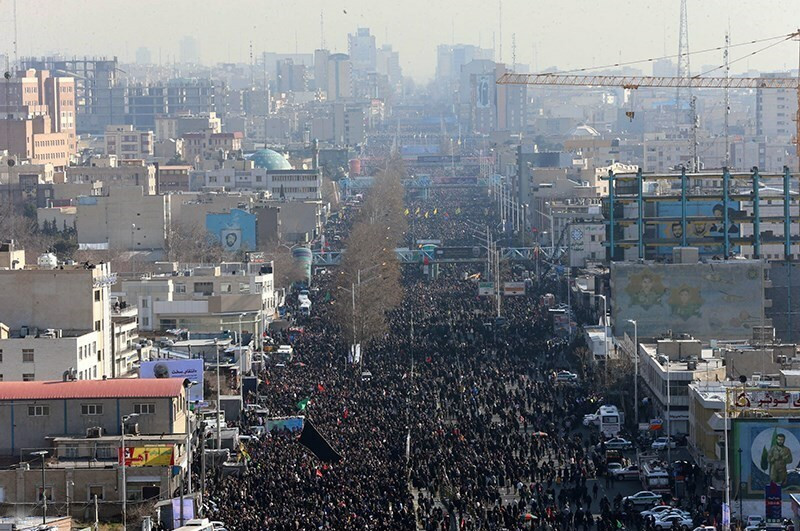
Хода на похованні Касема Сулеймані. Тегеран, Іран. 6 січня 2020.

4 січня в Багдаді відбулася похоронна процесія Сулеймані, куди прийшли тисячі учасників, що розмахували прапорами та скандували «смерть Америці, смерть Ізраїлю». Процесія почалася в мечеті Аль-Кадхімія в Багдаді. Прем'єр-міністр Іраку Аділ Абдул-Магді та лідери ополченців Ірану також відвідали похоронну процесію. Тіло Сулеймані вивезли до святих шиїтських міст Карбала та Наджаф.
5 січня труну привезли до Агвазу, далі до Мешхеду. Десятки тисяч людей відвідали похоронну ходу з прапорами зеленого, білого та червоного кольорів.

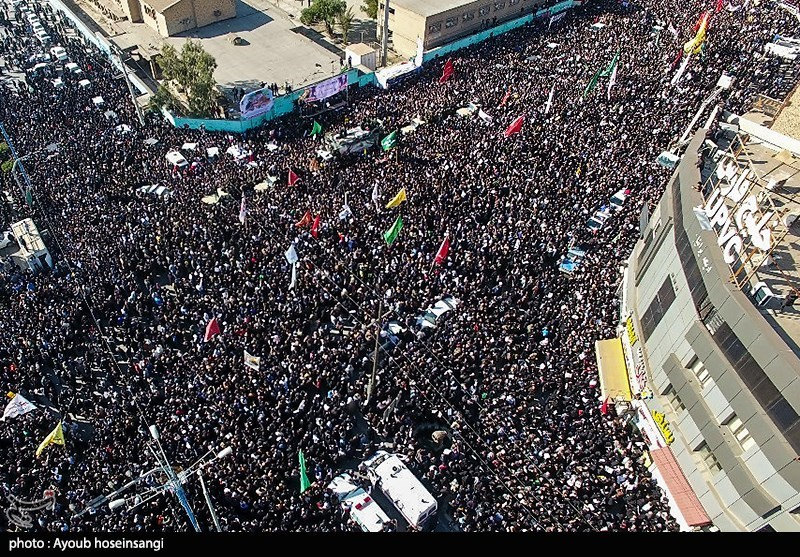
Хода на похоронах Сулеймані в Агвазі, Іран. 5 січня 2020.

Один з духовних лідерів мусульман-шиїтів Іраку Муктада аль-Садр відвідав будинок Сулеймані, щоб висловити співчуття його родині.
6 січня тіло Сулеймані та інших жертв прибуло до Тегерану. Величезні натовпи вийшли на вулиці іранської столиці. Іранський лідер Алі Хаменеї, що мав тісні стосунки з Сулеймані, провів традиційну ісламську молитву за померлих. ЗМІ повідомили про майже мільйон учасників ходи. Через тисняву на церемонії прощання з Сулеймані постраждало 48 осіб, не менше 40 людей загинуло.
За кілька годин після загибелі генерала, його наступником на посаді керівника сил Кадс став Есмаїл Гаані (Каані), що заявив: «Бог Всемогутній пообіцяв помститися, а Бог — головний месник».

### Наслідки
Ціни на нафту виросли на 2-4 %, а азійські ринки цінних паперів відреагували падінням. Німеччина засудила дії США.
Президент Ірану Хасан Рухані заявив, що ліквідація Сулеймані зміцнить наміри Тегерану протистояти США.
Генерал у відставці США Девід Петреус в інтерв'ю Foreign Policy заявив, що вбивство Сулеймані важливіше, ніж вбивство Усами бін Ладена.
5 січня в Тегерані заявили, що вбивши Сулеймані, США почали війну. Військовий радник керівника Ірану Госейн Дегкан (حسین دهقان) заявив, що Іран у відповідь на вбивство генерала планує завдати ударів по американських військових об'єктах.
Ірак почав підготовку виведення іноземних військ та обмежив наземне і повітряне пересування сил міжнародної коаліції.
Міністр МЗС Ірану Джавад Заріф назвав вбивство актом міжнародного тероризму. Духовний лідер Ірану аятола сеєд Алі Госейні Хаменеї заявив, що вбивцям Сулеймані варто чекати на жорстоку помсту.
20 липня в Ірані було страчено Махмуда Мусаві Маджда, який співпрацював з ЦРУ та ізраїльською службою зовнішньої розвідки Моссад. За даними Ірану, він передавав спецслужбам інформацію про місцеперебування Сулеймані і був таким чином причетним до його вбивства.
3 січня 2024 року на міському кладовищі в Кермані під час церемонії з нагоди річниці вбивства Касема Сулеймані сталося два вибухи — загинули 94 людини, 284 поранені.